# Jacques Le Chevallier
Pour les articles homonymes, voir Le Chevallier.
Jacques Le Chevallier, né à Paris le 23 juillet 1896 et mort à Fontenay-aux-Roses le 23 avril 1987, est un artiste peintre verrier vitrailliste, décorateur, aquarelliste, illustrateur et graveur français.

## Biographie
Son père était représentant dans le milieu de l'architecture et sa mère était professeur de dessin à la ville de Paris.
Il suit les cours de l'École nationale des arts décoratifs de 1911 à 1915 où il est l'élève de Paul Renouard et d'Eugène Morand.
Lors de la Première Guerre mondiale, il est mobilisé de 1915 à 1919 dans le service de santé. En octobre 1920, il devient peintre-verrier dans l'atelier parisien de Louis Barillet - dans un premier temps au 7, rue Alain-Chartier, puis, à partir de 1932, au 15, square Vergennes - avec qui, en compagnie de Théo Hanssen pour la période 1923-1940, il collaborera jusqu'en 1945, année où il installera son atelier au 6 rue Joseph-Leguay à Fontenay-aux-Roses.
Marié en 1921 à Jeanne Bourard (1896-1982), condisciple de l'École des arts décoratifs qui lui donnera sept enfants, il est membre de la Société des artistes décorateurs et sociétaire du Salon d'Automne, auxquels il a quelquefois participé en tant qu'artiste (peintures et aquarelles de paysages qui lui sont inspirées par ses villégiatures), de même qu'il est membre fondateur en 1925 de l'Union des artistes modernes (UAM) et membre en 1930 de la Société es artistes décorateurs. Il effectue en 1927 un voyage en Suisse avec Gino Severini et Alexandre Cingria.
En 1948, il réorganise, en collaboration avec Maurice Rocher et Joseph Pichard, les ateliers d'art sacré fondés au 8, rue de Furstenberg par Maurice Denis et Georges Desvallières (il en assure seul la direction à partir de 1950) et, à partir de 1952, il est chargé du cours de vitrail à l'École nationale supérieure des beaux-arts. Il a entre autres pour élève Jean-Marie Martin et Pierre Gessier.
Mort en 1987 à l'âge de 90 ans, il repose au cimetière de Fontenay-aux-Roses.

## Son œuvre

### Luminaires
Jacques Le Chevallier est entre autres connu pour sa production de luminaires à partir des années 1920, puis des années 1930 : en collaboration avec René Koechlin, « Des lampes-sculptures d'un style apuré et aux formes résolument modernes, à partir de matériaux industriels comme l'aluminium et l'ébonite », destinées aux particuliers en général ou s'intégrant à des projets architecturaux bien définis (ex : villa Cavrois à Croix). De nombreuses œuvres sont exposées au musée d'art moderne Richard Anacréon de Granville.

### Vitraux

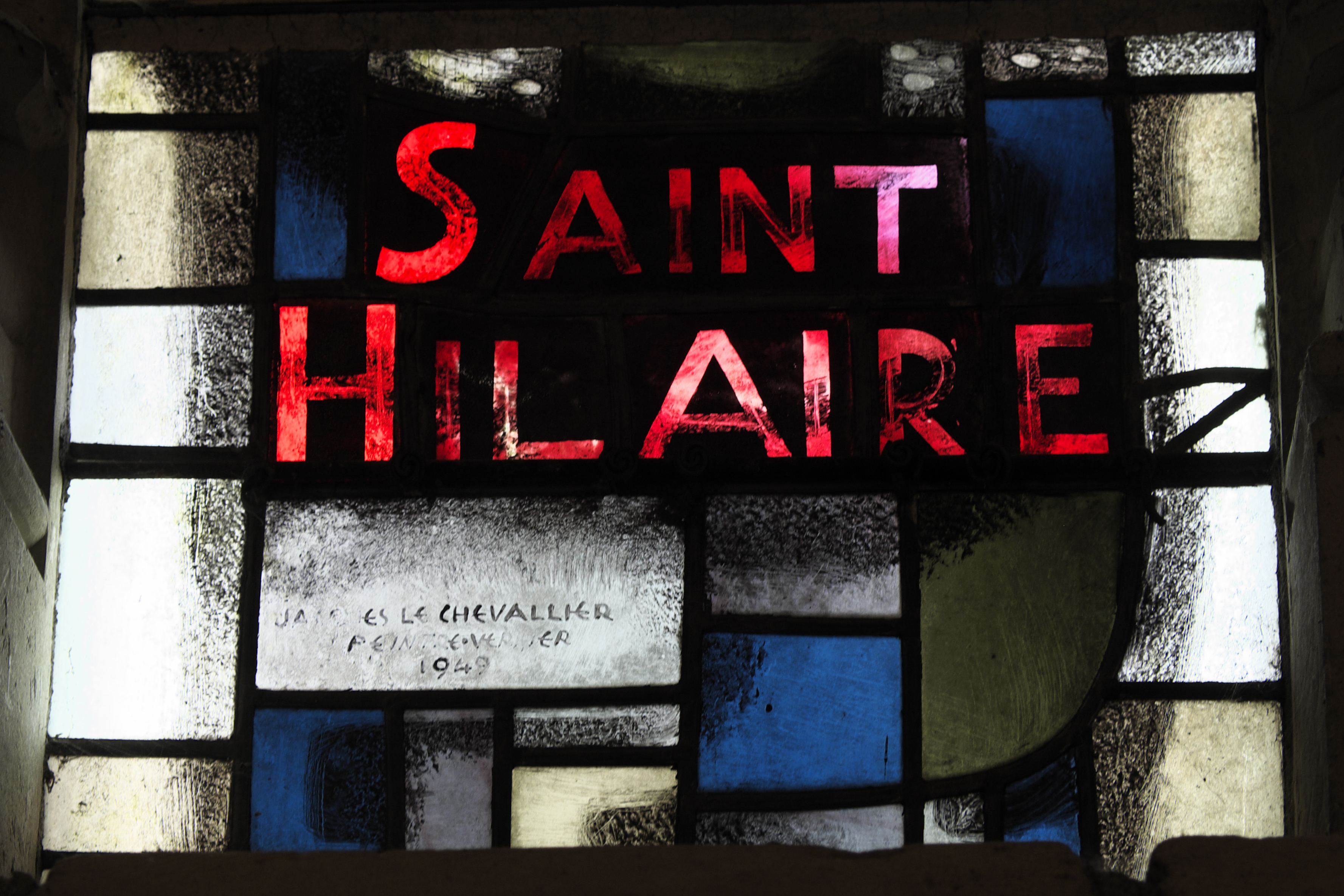
Signature de Jacques Le Chevallier sur un vitrail de l'église Notre-Dame de La Roche-Posay.

Il créa aussi de nombreux vitraux et des verrières, à Paris (atelier du verrier Louis Barillet, 15 square Vergennes), pour le pavillon français de l'Exposition internationale des arts décoratifs et industriels modernes de 1925 à Paris.
Figuratifs ou abstraits, les vitraux de Jacques Le Chevallier font en général l'unanimité auprès des architectes et des maîtres d'ouvrages de son temps. Son travail avec son fils en l'église Saint-Pierre de Borny pour l'architecte Georges-Henri Pingusson à Metz est perçu comme l'une de ses plus belles réalisations.

### Contributions bibliophiliques
- Renée Zeller, Sur les traces de Saint Tarsicius, ou le beau voyage de quatre enfants de chœur, illustrations de Lacques Le Chevallier, Maison de la Bonne Presse, 1936.
- Jeanne Ancelet-Hustache, Contes pour les fêtes carillonnées, illustrations de Jacques Le Chevallier, Blond et Gay, Paris, 1938.

### Écrits
- Jacques Le Chevallier, Marie-Alain Couturier, Maurice Morel, Michel Florisoone et Pierre-Raymond Régamey, Le prêtre et la création artistique, revue L'Art sacré n°9-10, éditions Le Cerf, mai-juin 1950.
- Jacques Le Chevallier, « Les verrières modernes » dans, sous la direction de Louis Grodrecki, Les vitraux de Notre-Dame de Paris, Nouvelles Éditions latines, 1981, pp. 26-31.

## Conservation

### Viitraux d'églises

#### France

Basilique Notre-Dame d'Alençon

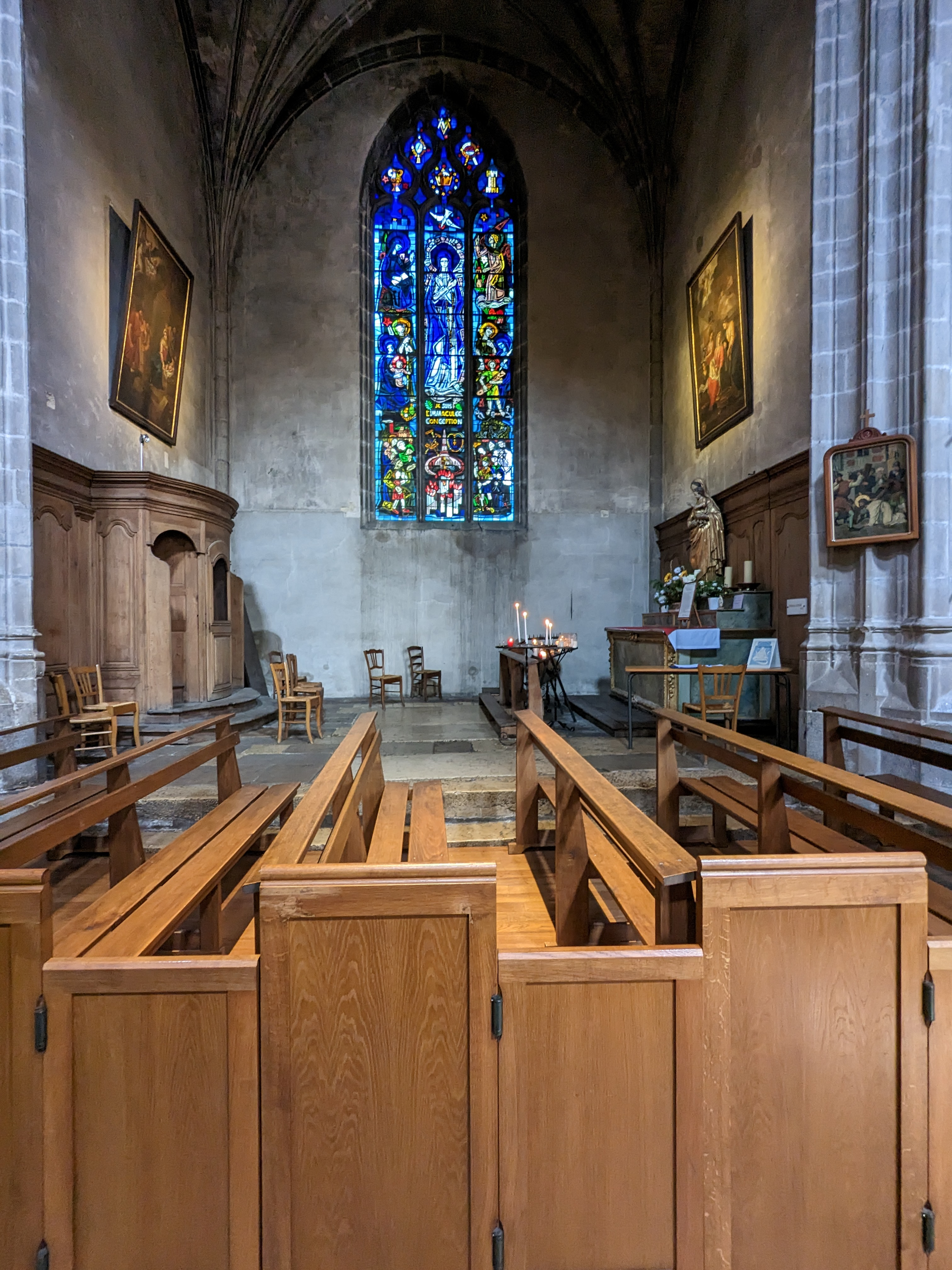
Cocathédrale Notre-Dame-de-l'Annonciation de Bourg-en-Bresse

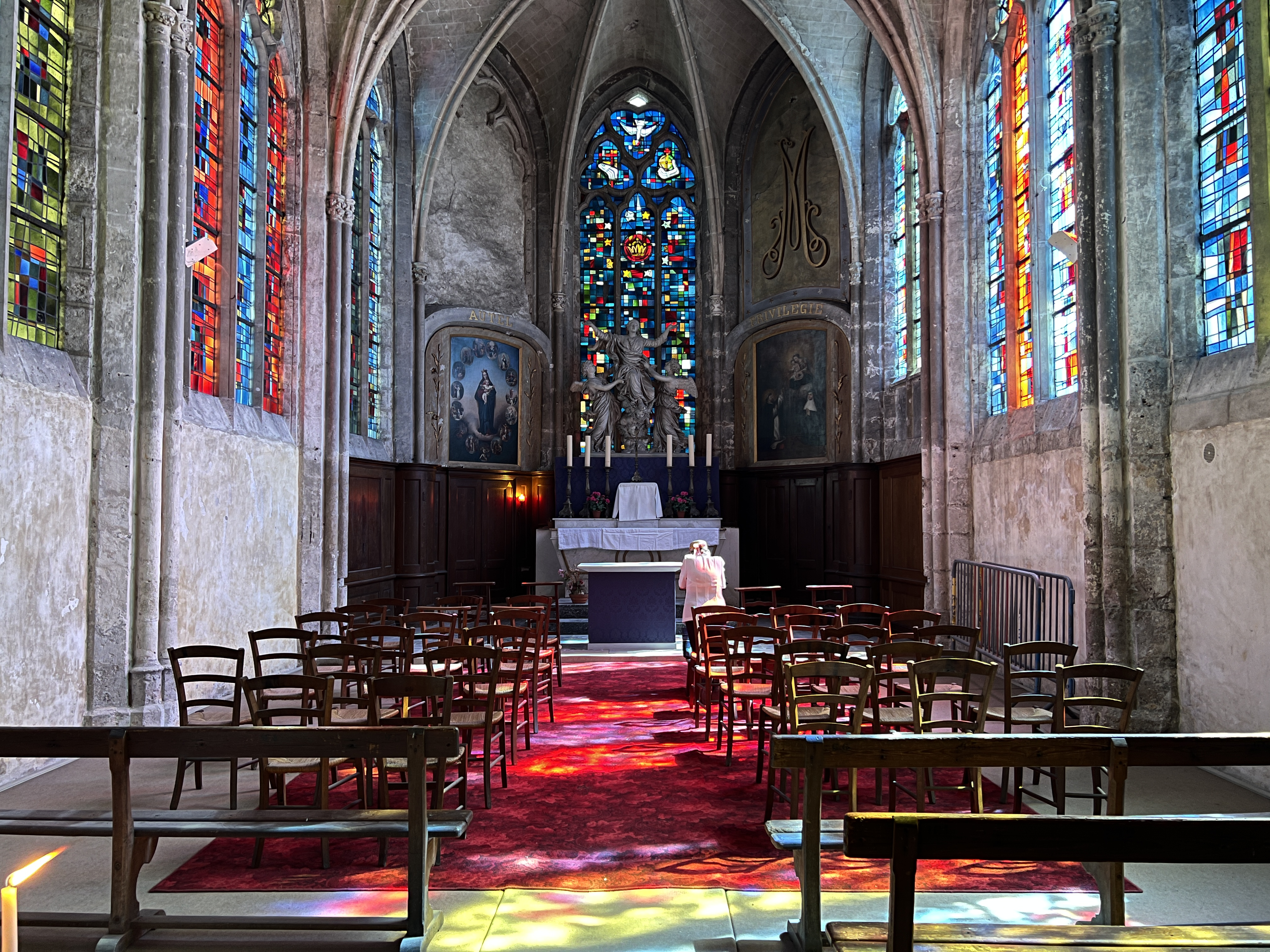
Église Saint-Nicolas du Foix, Blois

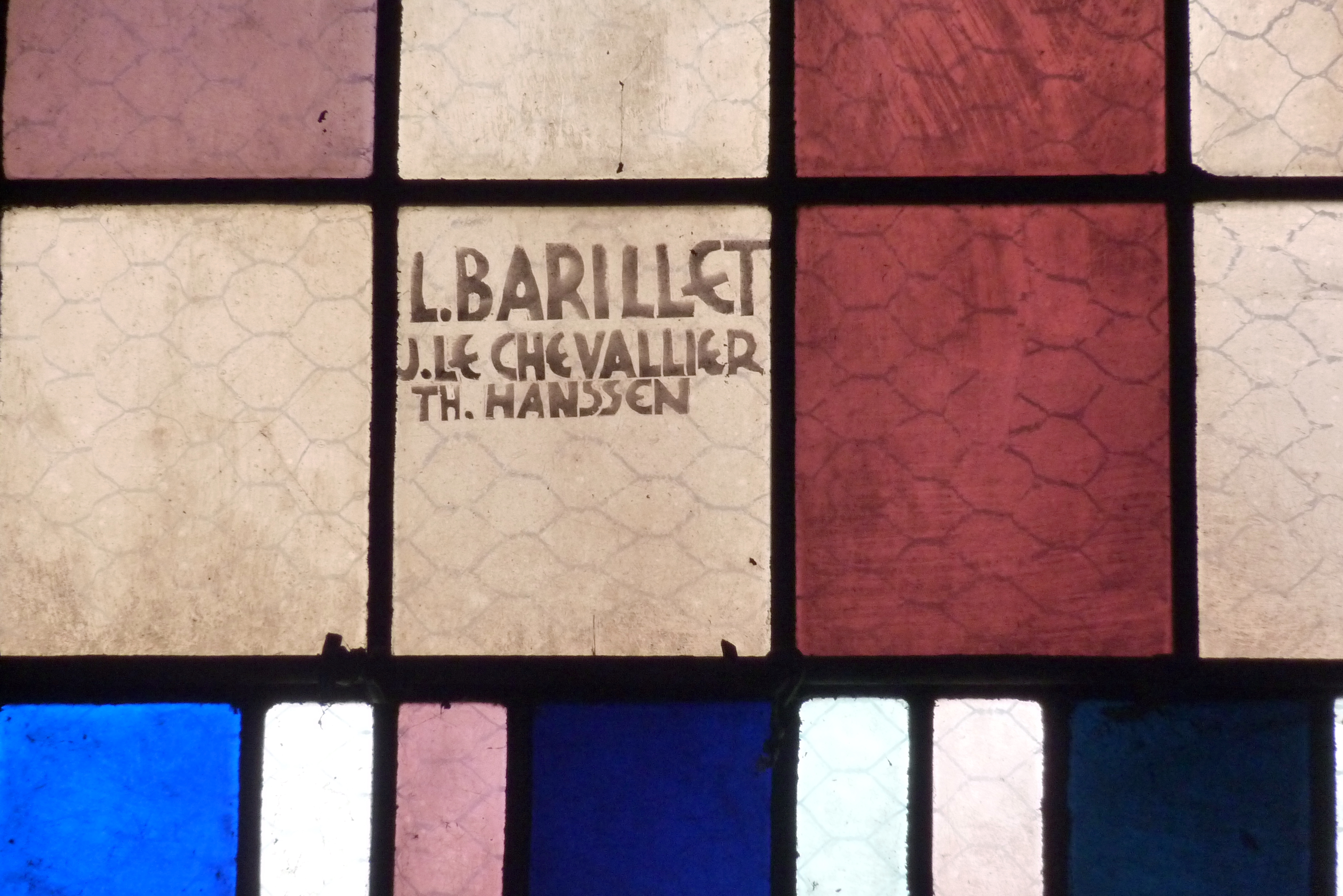
Église Saint-Pierre-et-Saint-Paul de Jouarre

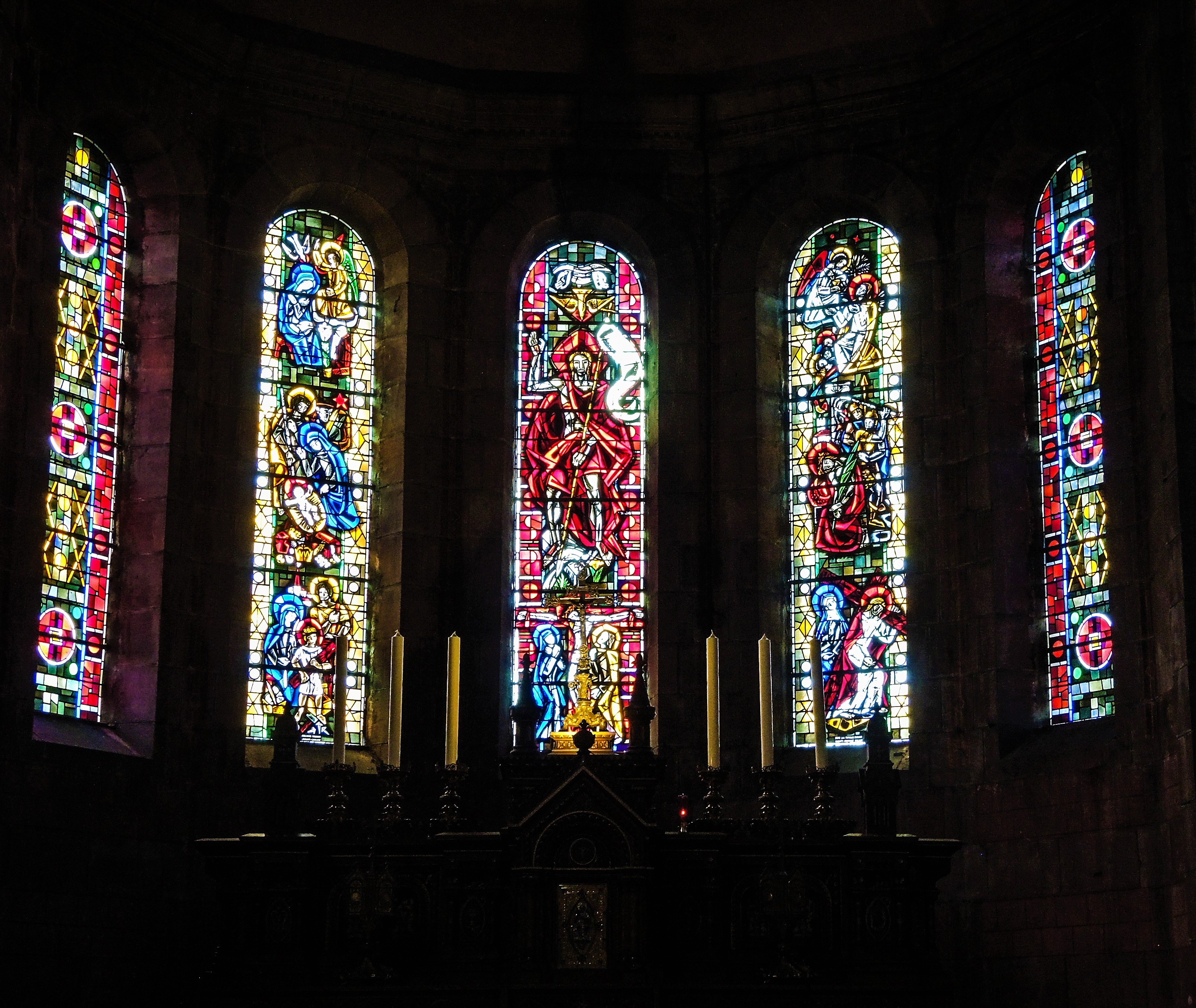
Église Saint-Martin de Saint-Dié-des-Vosges

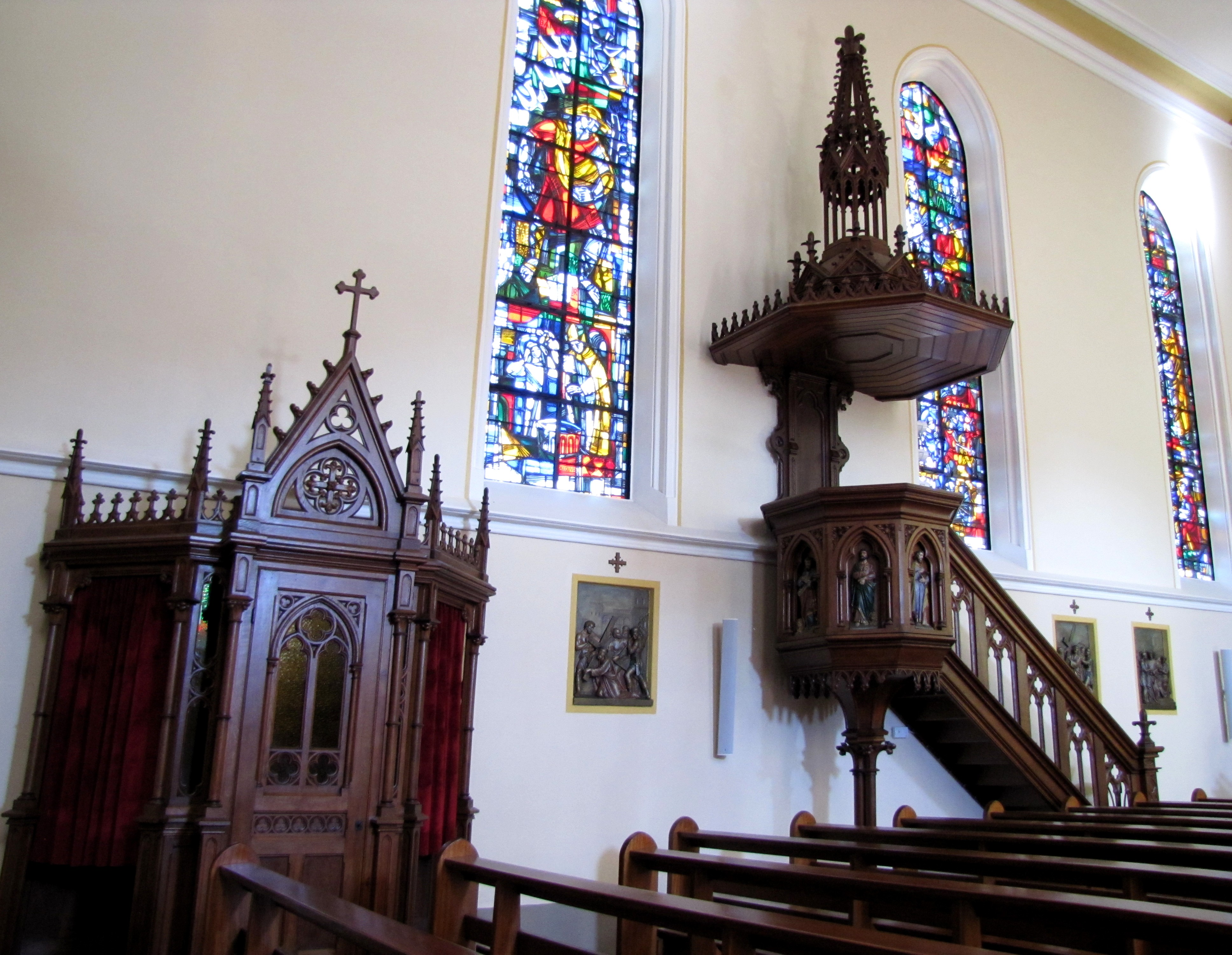
Église Saint-Étienne de Schnersheim

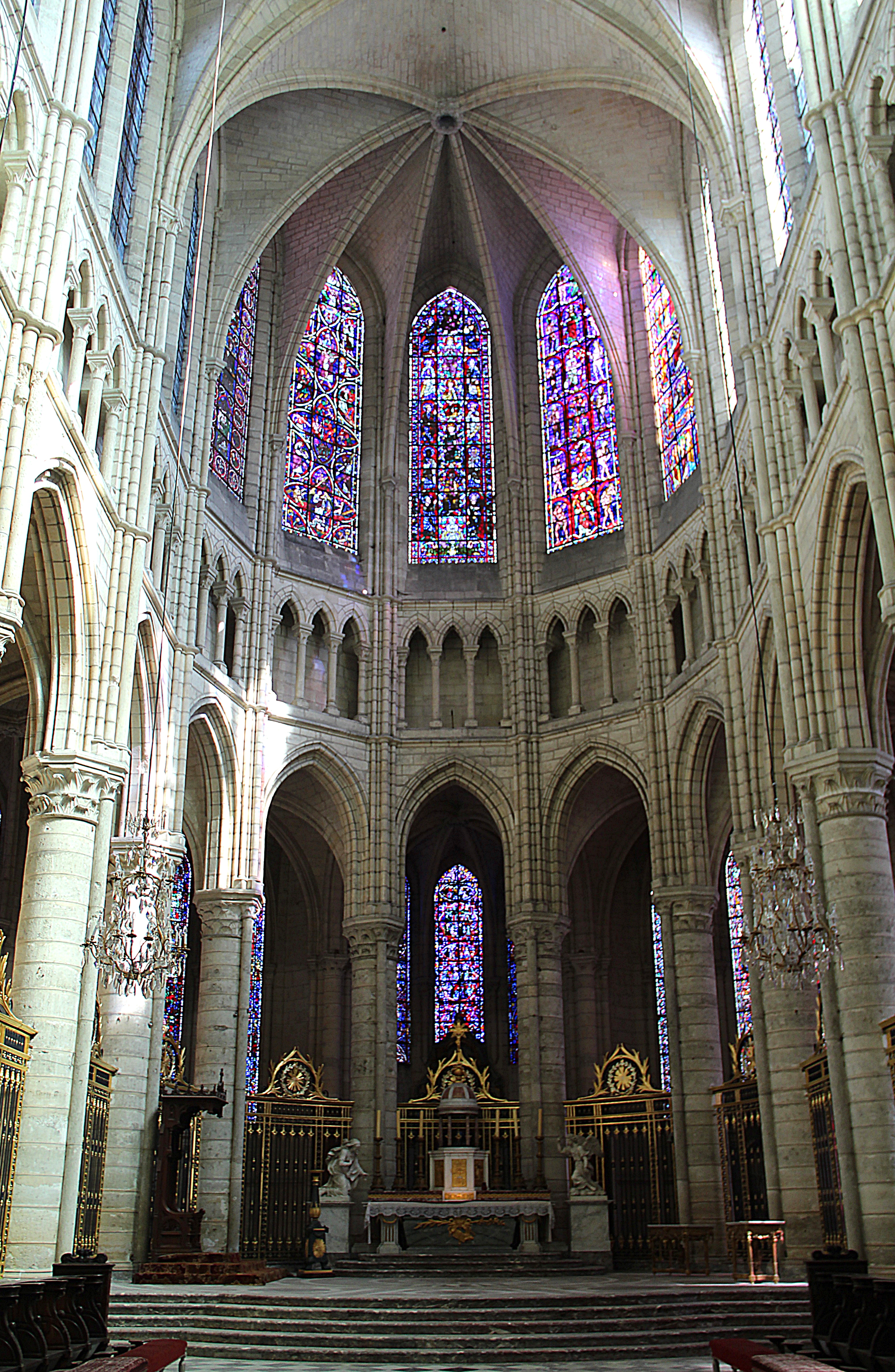
Cathédrale Saint-Gervais-et-Saint-Protais de Soissons

Église Sainte-Jeanne-d'Arc du Touquet-Paris-Plage

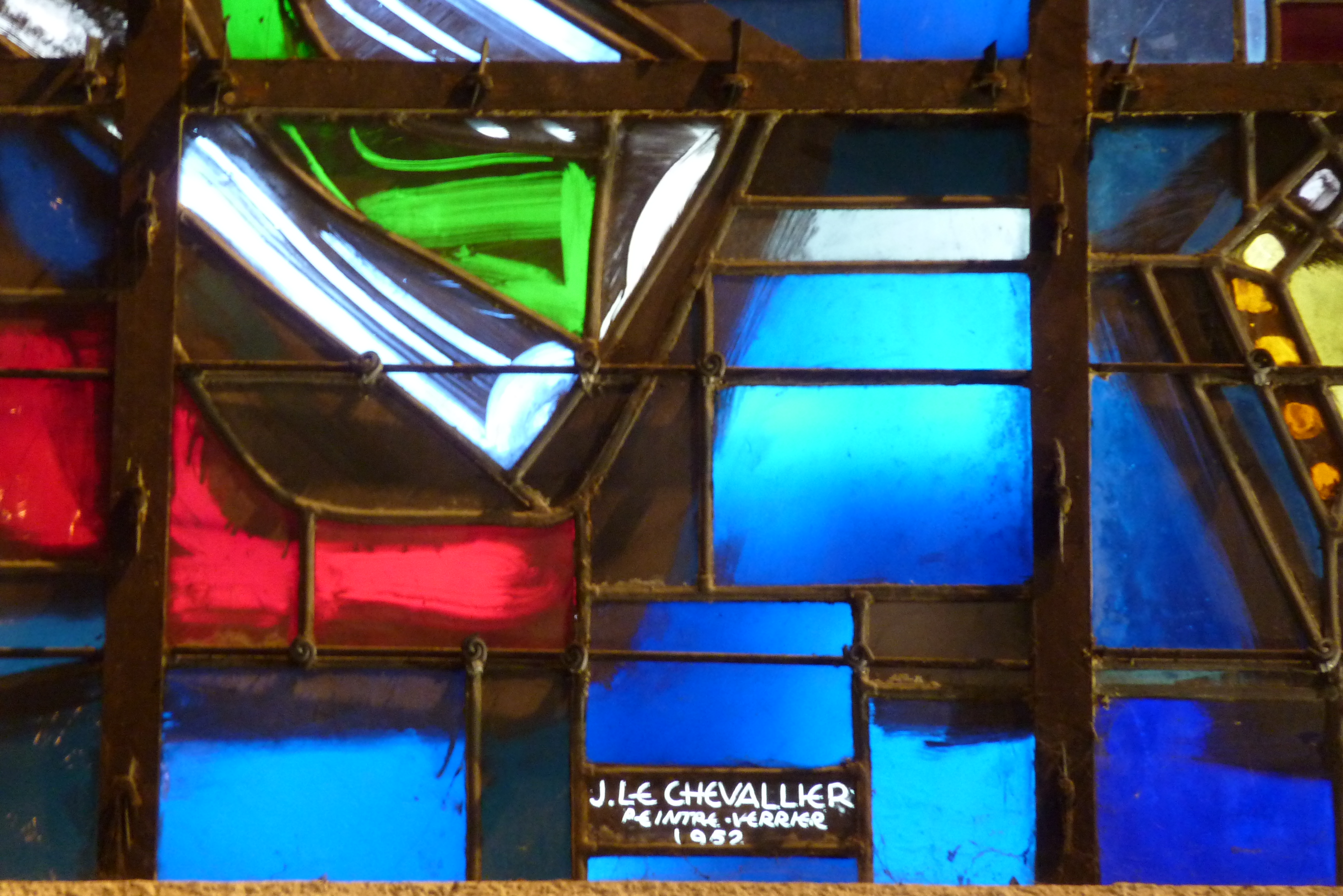
Chapelle Sainte-Bernadette de Paris

- Cathédrale Saint-Maurice d'Angers (Maine-et-Loire), verrières modernes, 1957[1] dont, en la nef, le roi René d'Anjou, portant au cou le collier de l'Ordre de Saint-Michel, et sa mère Yolande d'Aragon[7],
- Cathédrale Saint-Pierre de Beauvais (Oise), vitraux de la chapelle Sainte-Anne (Vie de Sainte Anne) et du triforium, 1954-1957[1],
- Cathédrale Saint-Jean de Besançon (Doubs), 5 baies, 1948,
- Cocathédrale Notre-Dame-de-l'Annonciation de Bourg-en-Bresse (Ain), 3 vitraux (chapelle des fonts baptismaux, chapelle Saint-Vincent-de-Paul, chapelle Notre-Dame de Lourdes),
- Cathédrale Notre-Dame de Laon (Aisne),
- Cathédrale Notre-Dame de Paris, vitraux de la nef haute, du mur occidental du transept et des tribunes, 1954-1965[8],[9],[10],[1],[11],
- Cathédrale Saint-Gervais-et-Saint-Protais de Soissons (Aisne), 8 baies : vitraux hauts du pourtour du chœur (scènes de l'Ancien Testament et de la vie du Christ), chapelle Saint-Rufin, chapelle Saint-Pierre, chapelle de la Vierge, après 1960[1],
- Cathédrale Saint-Étienne de Toulouse, Commémoration du jubilé sacerdotal de Monseigneur Jules Saliège en 1945, vitrail, 1952[12],
- Basilique Notre-Dame d'Alençon (Orne),
- Basilique Notre-Dame-de-la-Trinité de Blois (Loir-et-Cher),
- Basilique Saint-Sauveur de Dinan[13],
- Basilique Notre-Dame de Marienthal de Haguenau (Bas-Rhin),
- Basilique Sacré-Cœur de Lutterbach, Nouveau Testament et Scènes de baptême, 32 verrières (nef : 16 ; baptistère : 6 ; transept : 6 ; chapelle : 4), 1952[14],
- Basilique du Sacré-Cœur de Montmartre de Paris 5 vitraux[15],
- Basilique Saint-Quentin de Saint-Quentin (Aisne),
- Collégiale Notre-Dame de Dole (Jura), vitrail nord du transept représentant les saints liés à l'histoire de Dole (Jura) dont Sainte Colette et Saint François de Sales, 1957,
- Église Saint-Michel d'Aiguilhe,
- Église Saint-Martin d'Arthenac (Charente-Maritime), baie, 1951.
- Église Saint-Rémy d'Augy (Aisne), vitraux de l'abside (personnages de l'époque mérovingienne liés à l'évangélisation de la région : Berthe au Grand Pied, la reine Clotilde, Clovis Ier, Gondebaud) et du transept (L'Annonciation, La bataille de Bouvines), vers 1930[16],
- Église Saint-Samson d'Aunay-sur-Odon, 8 lancettes et 2 rosaces du transept[17],[18],
- Église Saint-Pierre d'Autruy-sur-Juine (Loiret), vitraux du chevet et du bas-côté, 1951 et 1957,
- Église Sainte-Monique de Bagneux,
- Église Saint-Germain de Barneville-sur-Mer (Manche)[13],
- Église Saint-Sauveur de Bellême, Apparition de Saint Michel à Jeanne d'Arc, baie n°7 en la chapelle Notre-Dame-Auxiliatrice, vers 1920-1925[19],
- Église Saint-Côme-et-Saint-Damien de Bénestroff[20],
- Église Saint-Joseph de Besançon (Doubs), ensemble des dalles de verre coloré[21],
- Église Saint-Pierre de Biville (Manche), La vie du bienheureux Thomas Hélie, vitraux[13],
- Église Saint-Nicolas du Foix de Blois (Loir-et-Cher), vitraux, 1959-1969,
- Église Saint-Aignan de Bonny-sur-Loire (Loiret), vitraux de la rosace, 1954, et de 2 fenêtres, 1953 et 1956,
- Église de l'Immaculée-Conception de Boulogne-Billancourt, vitraux de la chapelle Saint-Charles-de-Foucauld,
- Église Saint-Martin de Buschwiller (Haut-Rhin)[22],
- Église Sainte-Germaine de Calais (Pas-de-Calais), Vie de Sainte Germaine, vitraux, 1934[23],
- Église Saint-Crépin de Château-Thierry (Aisne), 3 baies du chœur, 20m2, 1958-1960,
- Église Saint-Martin de Condé-sur-Noireau (Calvados), 87m2, 1953.
- Église du Sacré-Cœur de Dijon (Côte d'Or),
- Église Notre-Dame de Doullens (Somme),
- Église Saint-Gervais-Saint-Protais de Falaise, verrières de la nef, du transept et du baptistère, 72m2, 1961.
- Église Saint-Pierre-et-Saint-Paul de Fontenay-aux-Roses,
- Église Saint-Stanislas des Blagis de Fontenay-aux-Roses,
- Église Saint-Rémi de Fontenoy (Aisne),
- église abbatiale Saint-Taurin de Gigny (Jura), 3 vitraux du bas-côté sud, 1956,
- Église Saint-Gouesnou de Gouesnou (Finistère), L'Arbre de Jessé, vitrail[13],
- Église Notre-Dame du Cap Lihou de Granville (Manche)[24],[25],
- église Saint-Georges de Haguenau (Bas-Rhin)[26],[27],[28],
- Église Saint-Pierre-et-Saint-Paul de Jouarre,
- Église Saint-Pierre de La Chapelle-en-Juger (Manche), verrière, 1957-1959,
- Église Saint-Marcel de Laon (Aisne),
- Église Saint-Martin, Le Cateau-Cambrésis (Nord), vitraux, 1933-1935,
- Église de la Nativité-de-la-Sainte-Vierge de Lierval (Aisne),
- Église Saint-Rémi de Limé (Aisne), Légende de Saint Hubert, vitrail[29],
- Église Saint-Vigor de Louvigny (Calvados), vitraux dont Crucifixion, 1952[30],
- Église Notre-Dame de Marle (Aisne),
- Église Saint-Martin de Martigny-Courpierre (Aisne)[29],
- Église Saint-Pierre de Borny, Metz, verrières abstraites[6].
- Église Saint-Martin de Monthenault (Aisne),
- Église Saint-André-du-Bas-Montreuil, Montreuil (Seine-Saint-Denis), vitraux, 1944[1],
- Église Saint-Paterne d'Orléans (Loiret), vitraux, 1945-1952,
- Église Saint-Germain de Pantin (Seine-Saint-Denis), vitrail abstrait près des fonts baptismaux[31],
- Chapelle Sainte-Bernadette de Paris, vitrail,
- Église Notre-Dame de Clignancourt de Paris, Litanies de la Vierge et de la Sainte Trinité, vitraux du chœur, 1970[32],
- Église Notre-Dame-de-la-Gare de Paris, Le Taureau de Luc et l'Homme de Matthieu ; L'Aigle de Jean et le Lion de Marc, 2 vitraux,
- Église Notre-Dame-des-Otages de Paris[33],
- Église du Saint-Esprit de Paris,
- Église Sainte-Jeanne-de-Chantal de Paris, Litanies de la Vierge, 8 vitraux de la chapelle d'axe, 1954[34],
- Église Saint-Waast de Rilly-sur-Aisne (Ardennes), vitraux, 1944[1].
- Église Notre-Dame de La Roche-Posay,
- Église de Saint-Ay (Loiret), vitrail, 1956,
- Église Saint-Martin de Saint-Dié-des-Vosges[35].
- Église de Saint-Florent-le-Jeune (Loiret), vitraux, 1980,
- Église Saint-Hilaire de Saint-Hilaire-du-Harcouët, vitraux, 1953,
- Église de Saint-Jean-le-Blanc (Loiret), vitraux, 1950,
- Église Saint-Laurent de Saint-Paul-aux-Bois (Aisne), 3 rosaces, 1 lancette, 3m2, 1955,
- Église Saint-Georges de Saint-Paulien (Haute-Loire)[20],
- Église Saint-Pierre de Saint-Pierre-Aigle, (Aisne),
- Église Saint-Ouen de Sancy-les-Cheminots (Aisne),
- Église Saint-Étienne de Schnersheim, Les Paraboles, Catherine d'Alexandrie, Christ glorieux, Saint-Étienne, 15 vitraux de la nef et du chœur[36],
- Église Saint-Rémi de Sermoise (Aisne), ensemble des 9 vitraux du chœur (Les quatre évangélistes entourant Abraham et Melchisedech) et du transept (Litanies de la Vierge)[16],[37],
- Église Saint-Suliau de Sizun (Finistère)[13],[38],
- Église du Sacré-Cœur de Tergnier, 26 verrières abstraites, 1962,
- Église Sainte-Jeanne-d'Arc du Touquet-Paris-Plage (Pas-de-Calais), La vie de Jeanne d'Arc, vitraux de la nef par Jacques Le Chevallier (flanc nord) et Max Ingrand (flanc sud),
- Église Saint-Julien de Tours (Indre-et-Loire), vitraux du chœur, 1960-1961,
- Église de Villemurlin (Loiret), vitraux, 1977,
- Chapelle de l'Institution Jeanne-d'Arc d'Argentan (Orne),
- Chapelle Saint-Léon de Maisons-Alfort, Scènes évangéliques, vitraux, 18m2[39],
- Chapelle Saint-Gauzelin (dépendant de l'église Saint-Martin), Malzéville, vitraux partiellement détruits,
- Chapelle de l'École normale catholique, Paris,
- Chapelle Sainte-Bernadette de Paris, Assomption de la Vierge, vitrail, 1952,
- Chapelle Notre-Dame du Travail, Torcy (Saône-et-Loire),
- Hôtel de ville de Fontenay-sous-Bois, Le Saint-Sacrement au dessus du saint Graal, vitrail d'après le carton de Charles Bisson, 1944[40],

#### Allemagne

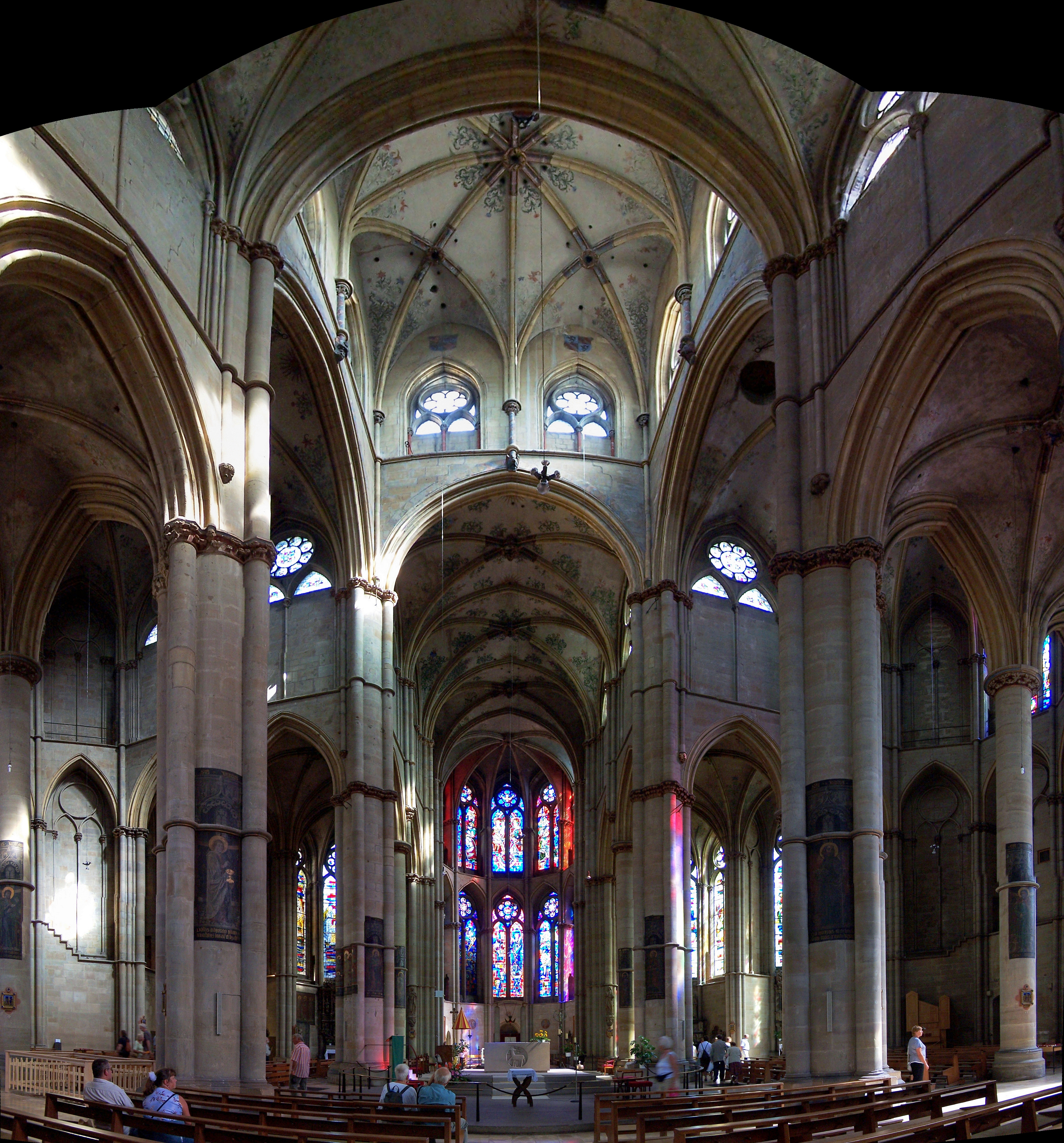
Église Notre-Dame de Trèves

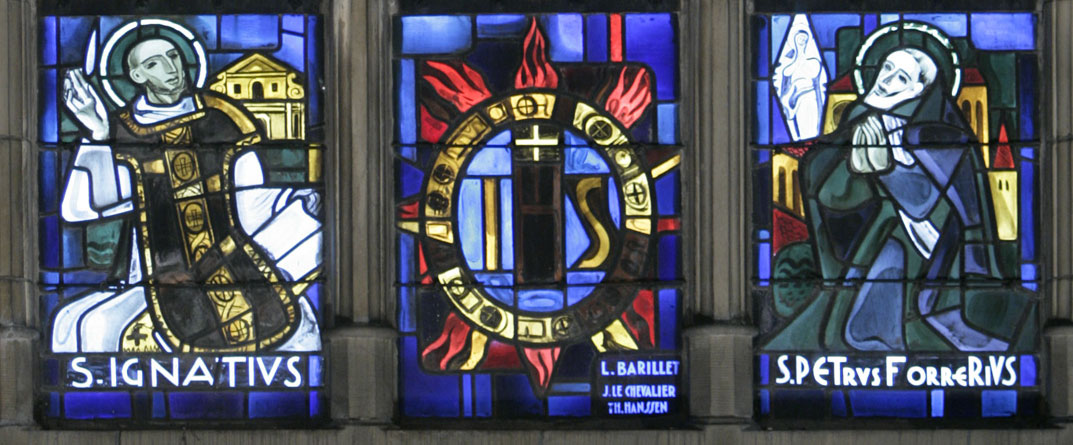
Cathédrale Notre-Dame de Luxembourg

- Église de Dudweiler, vitraux, 83m2, 1955-1957,
- Église Notre-Dame de Trèves (Liebenfraukirche), verrières comparées à « une véritable tapisserie » par la commission d'art sacré et de reconstruction en Rhénanie-Palatinat[13].

#### Belgique
- Église Saints-Pierre-et-Paul d'Ethe,
- Église Saint-Victor de Ham-sur-Sambre, 2 baies, 9m2, 1950.

#### Luxembourg
- Basilique d'Echternach, verrières du chœur, 54m2, 1950-1952,
- cathédrale Notre-Dame de Luxembourg (où il a déjà travaillé en 1937 avec l'atelier Barillet), verrières abstraites de la tribune, 20m2, 1966.

#### Suisse
- Église Saint-Pierre de Bourg-Saint-Pierre, 15 vitraux dont Saint Pierre, Saint Bernard, Saint Maurice d'Agaune, Saint Nicolas de Flüe, Notre-Dame du Mont-Carmel, Saint Louis de Gonzague, Sainte Thérèse de Lisieux, 1950[41].
- Église de Charrat, vitraux, 1963.
- Chapelle d'Icogne (Jean-Marie Ellenberger architecte, 1946), vitraux, 1950.
- Chapelle du couvent des Capucins, Sion (Valais)[42].
- Église Notre-Dame-de-la-Nativité de Vernayaz, vitraux, 1950.

### Autres collections publiques

#### États-Unis
- Minneapolis Institute of Art, Minneapolis, dons Norwest Bank Minnesota (en) :
  - lampe en aluminium, 1927-1930 (don Norwest Bank Minnesota)[43].
  - Lampe à pans mobiles N°40, 1928[44].
- Metropolitan Museum of Art, New York, lampe, 1926-1927[45].

#### France
- Musée de l'Image, Épinal, Compère Guilleri, gouache 46x61cm primée au concours d'illustration des Vieilles chansons de France, Salon de l'imagerie française, 1941 (dépôt du Centre national des arts plastiques)[46].
- Musée d'Art moderne Richard-Anacréon, Granville.
- Artothèque de l'espace Jacques-Prévert, Mers-les-Bains :
  - Œdipe, gravure sur bois.
  - Bacchus, gravure sur bois.
- Département des estampes et de la photographie de la Bibliothèque nationale de France, Paris[47].
- Lycée Hélène-Boucher, Paris, Athéna, vitrail en triptyque[48].
- Musée national d'art moderne, Paris, six luminaires, 1927-1930[49].
- Fonds national d'art contemporain, Puteaux, lampe de bureau, vers 1927, ancienne collection Robert Mallet-Stevens, 12, rue Mallet-Stevens, Paris[50].
- La Piscine, Roubaix :
  - Saint François de Sales, Saint Martin et Saint Étienne, étude de vitrail[51].
  - Paysan portant sa hotte, gravure sur bois, vers 1924[52].
  - Sans titre, composition abstraite, gravure sur bois, vers 1950[53].
- Cité du Vitrail, Troyes, Saint Marcel et Geneviève de Paris, vitraux, 1937[20].

## Collections privées

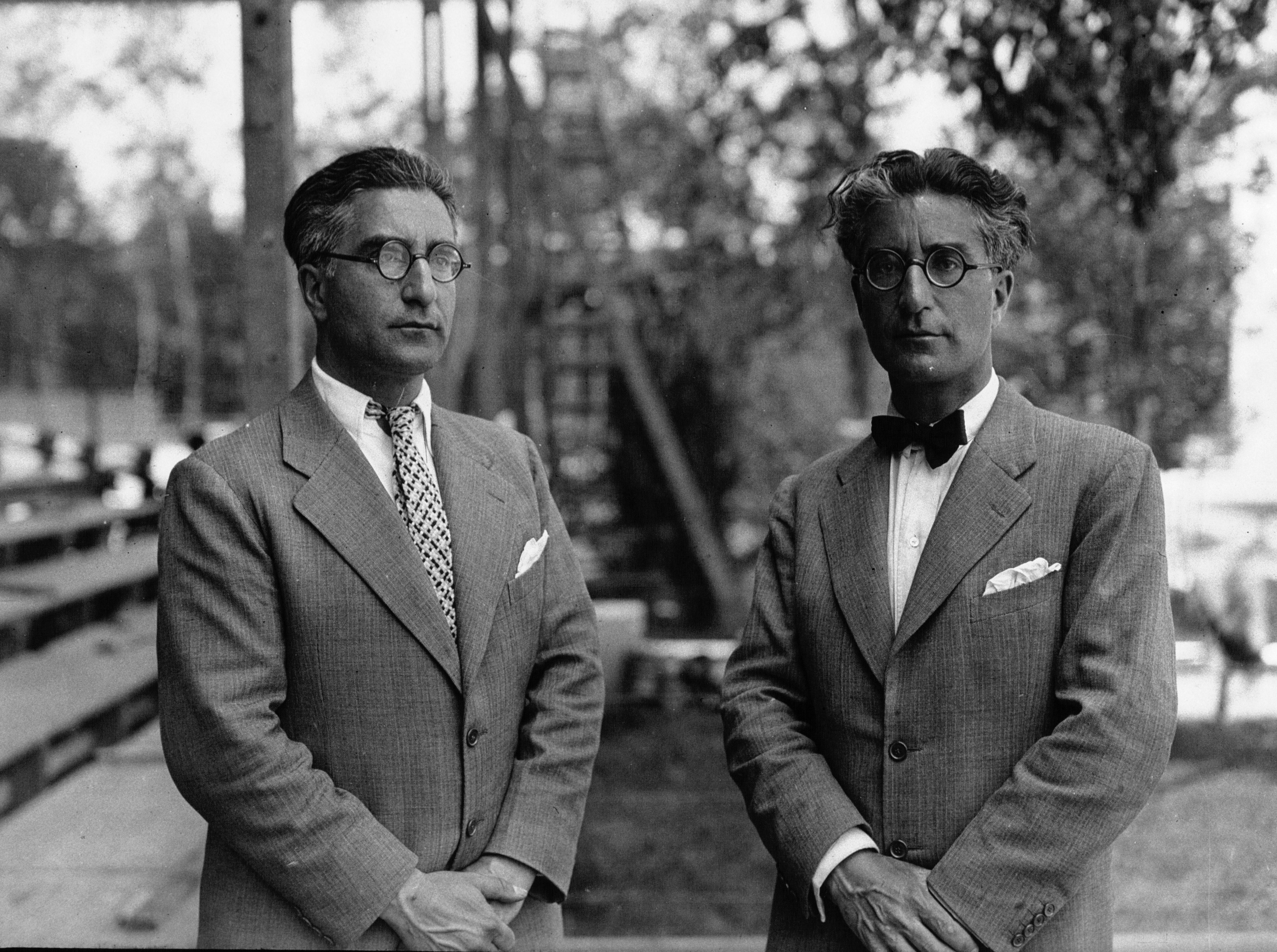
Jean et Joël Martel

### France
- Villa Cavrois, Croix (Nord), luminaires en applique aux arceaux en aluminium du vestibule, 1932[54],[55].
- Château de Gourdon (Alpes-Maritimes), lampe à pans mobiles "N.40", 1928[56].
- Villa Noailles, Hyères, plafond de verre du parloir rose, 1925[56].
- Appartement de l'Aga Khan III, Paris, vitraux, 1930[56].
- Résidence-atelier de Louis Barillet, 15, square Vergennes, Paris, vitraux.
- Villa des frères Jean et Joël Martel, 10, rue Mallet-Stevens, 16e arrondissement de Paris, cage d'escalier, 1927[56].
- Léonce Rosenberg, 75, rue de Longchamp, 16e arrondissement de Paris, vitrail.

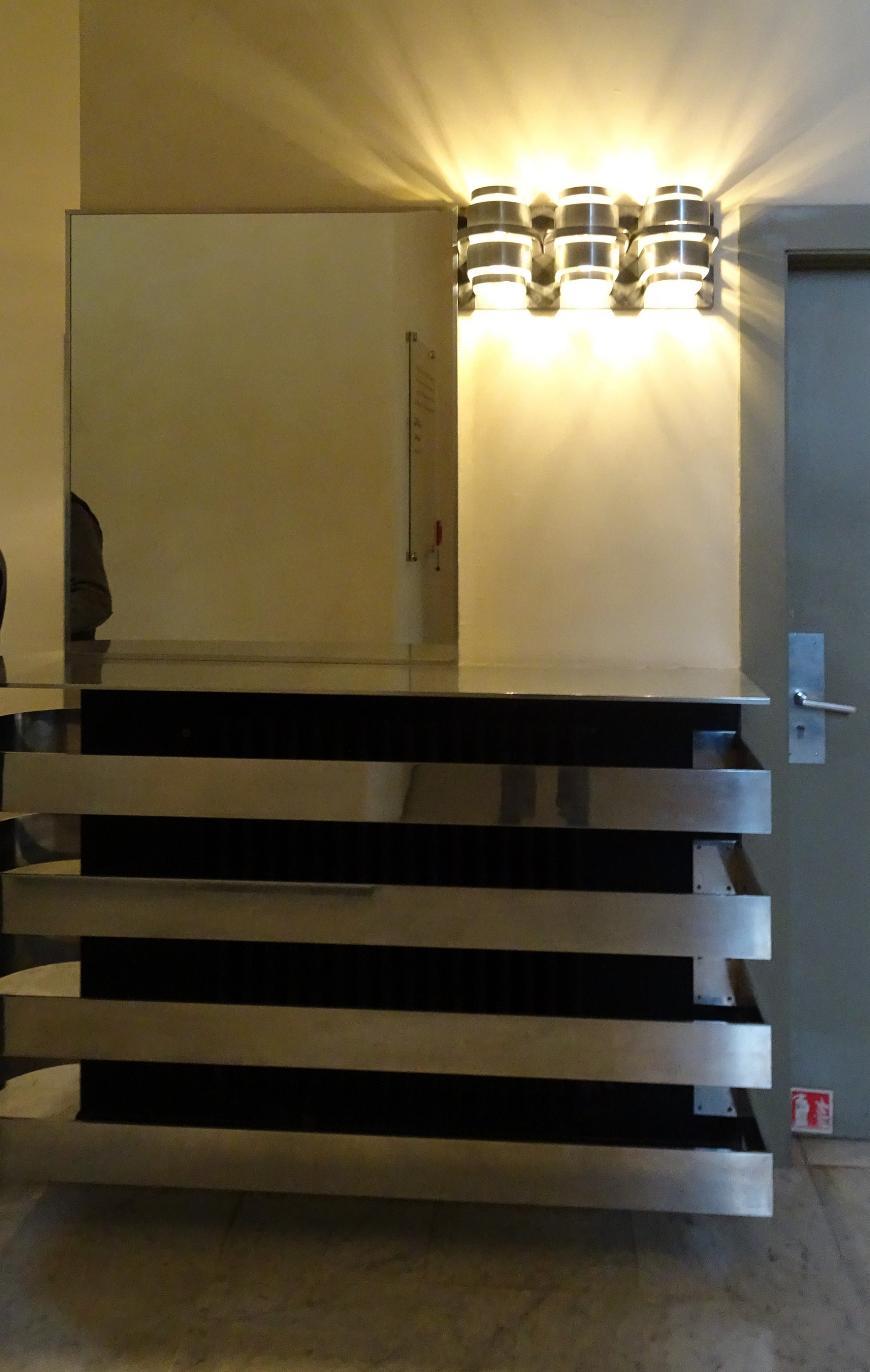
Villa Cavrois, Croix (Nord), le vestibule
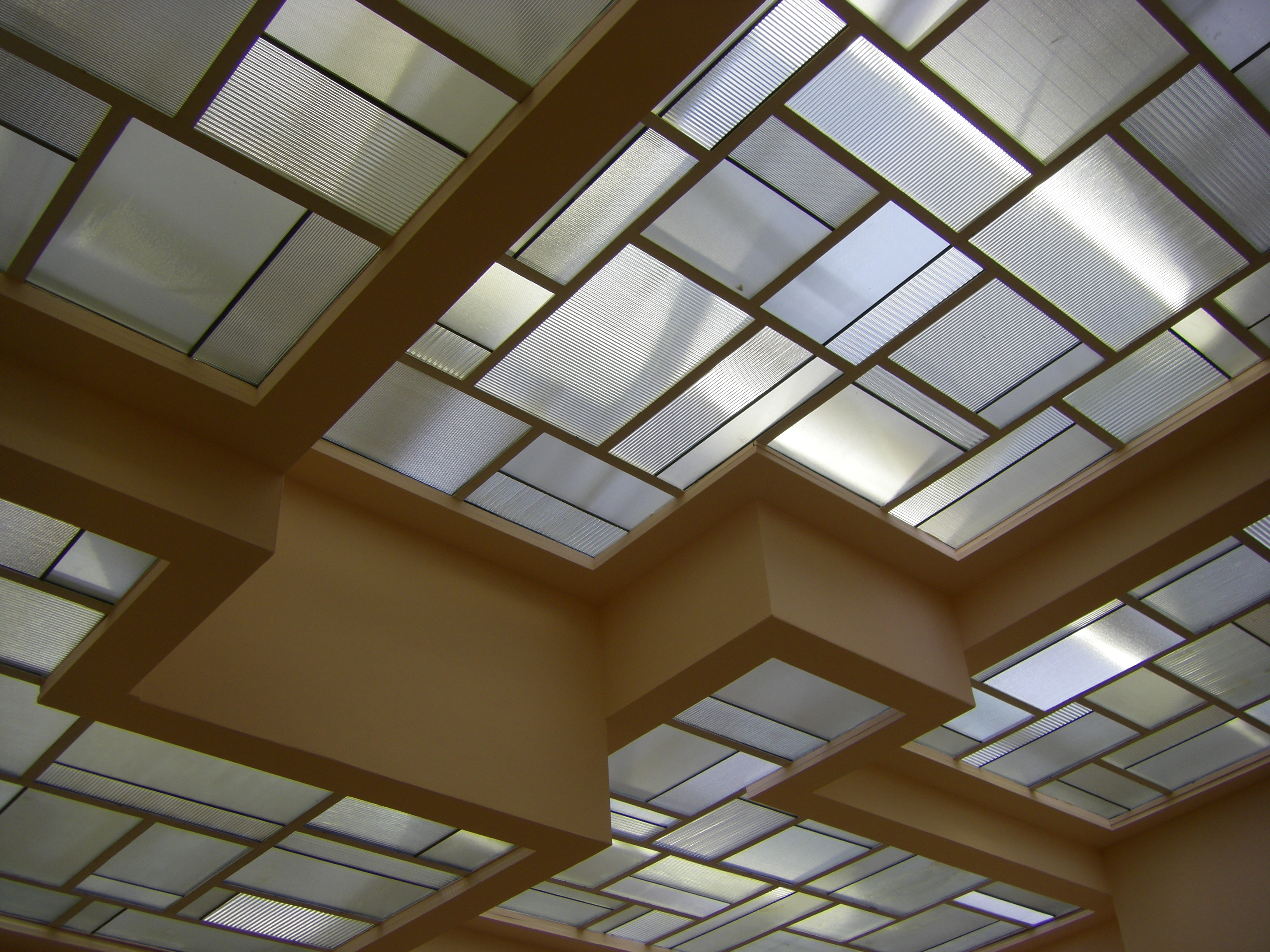
Villa Noailles, Hyères, plafond de verre du parloir rose
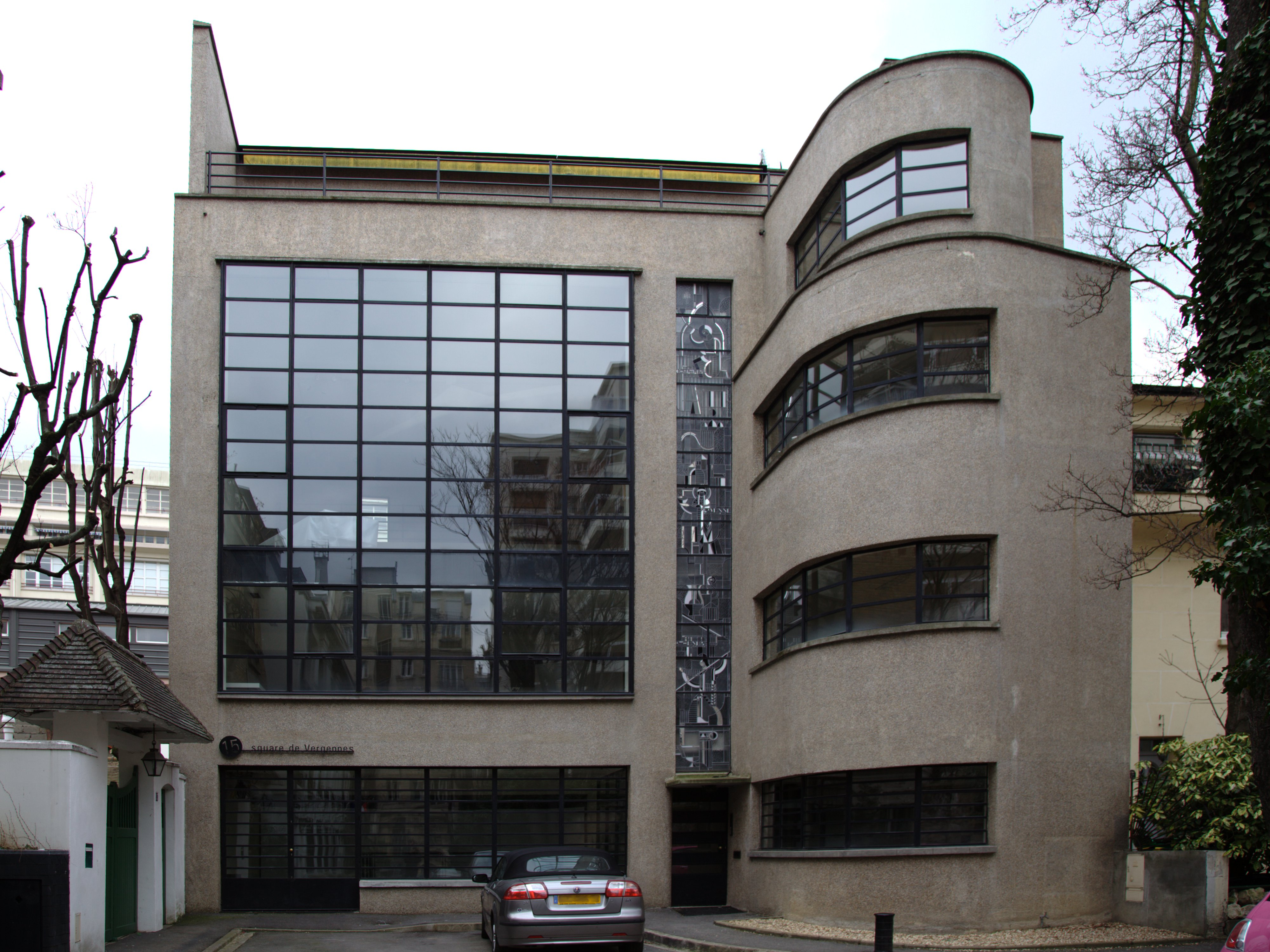
le 15, square Vergennes, Paris
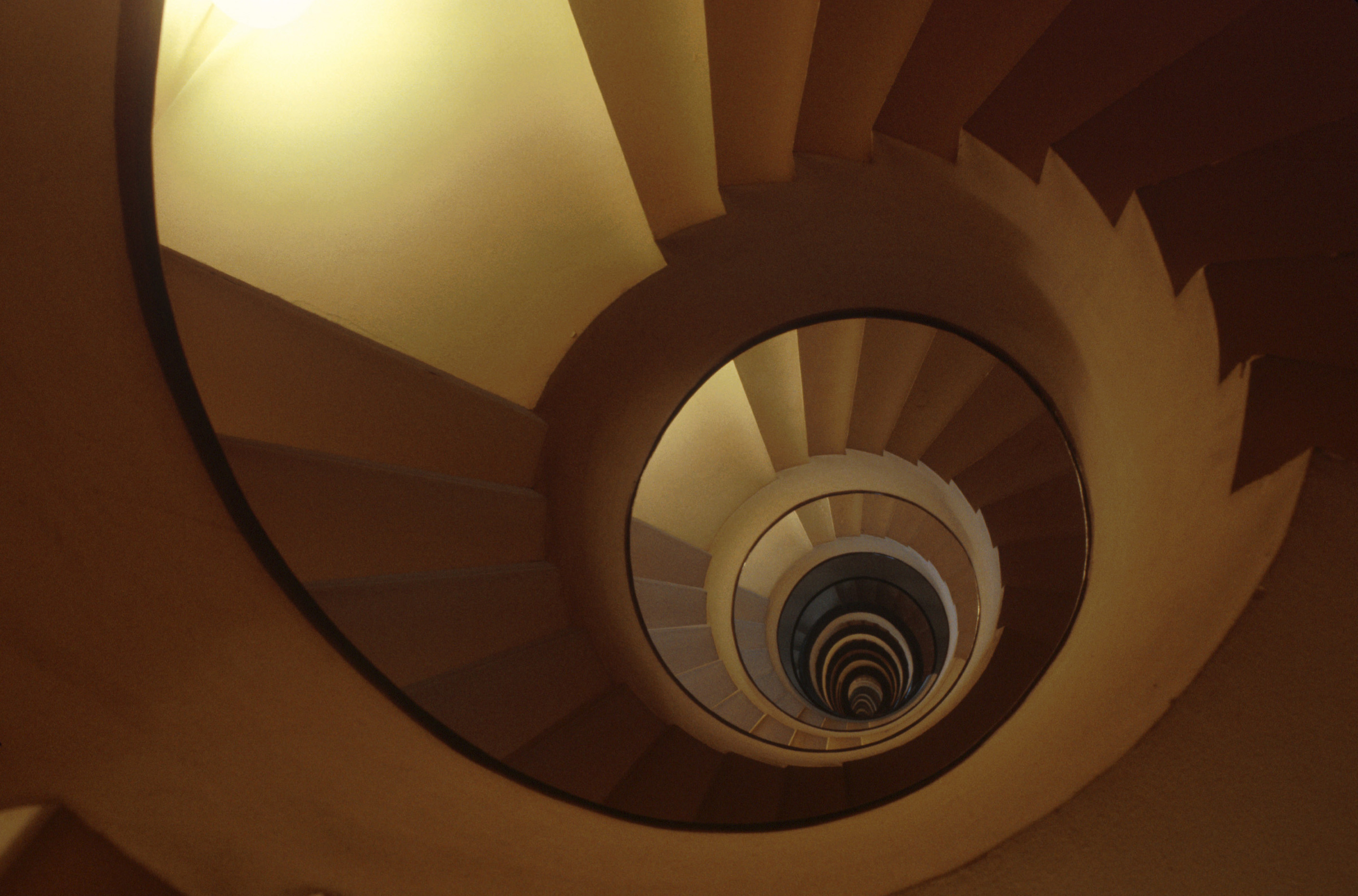
Villa des frères Martel, Paris, escalier

### Inde
- Yeshwant Rao Holkar II, maharaja d'Indore, Manik Bagh, Indore[57].

## Expositions

### Expositions personnelles

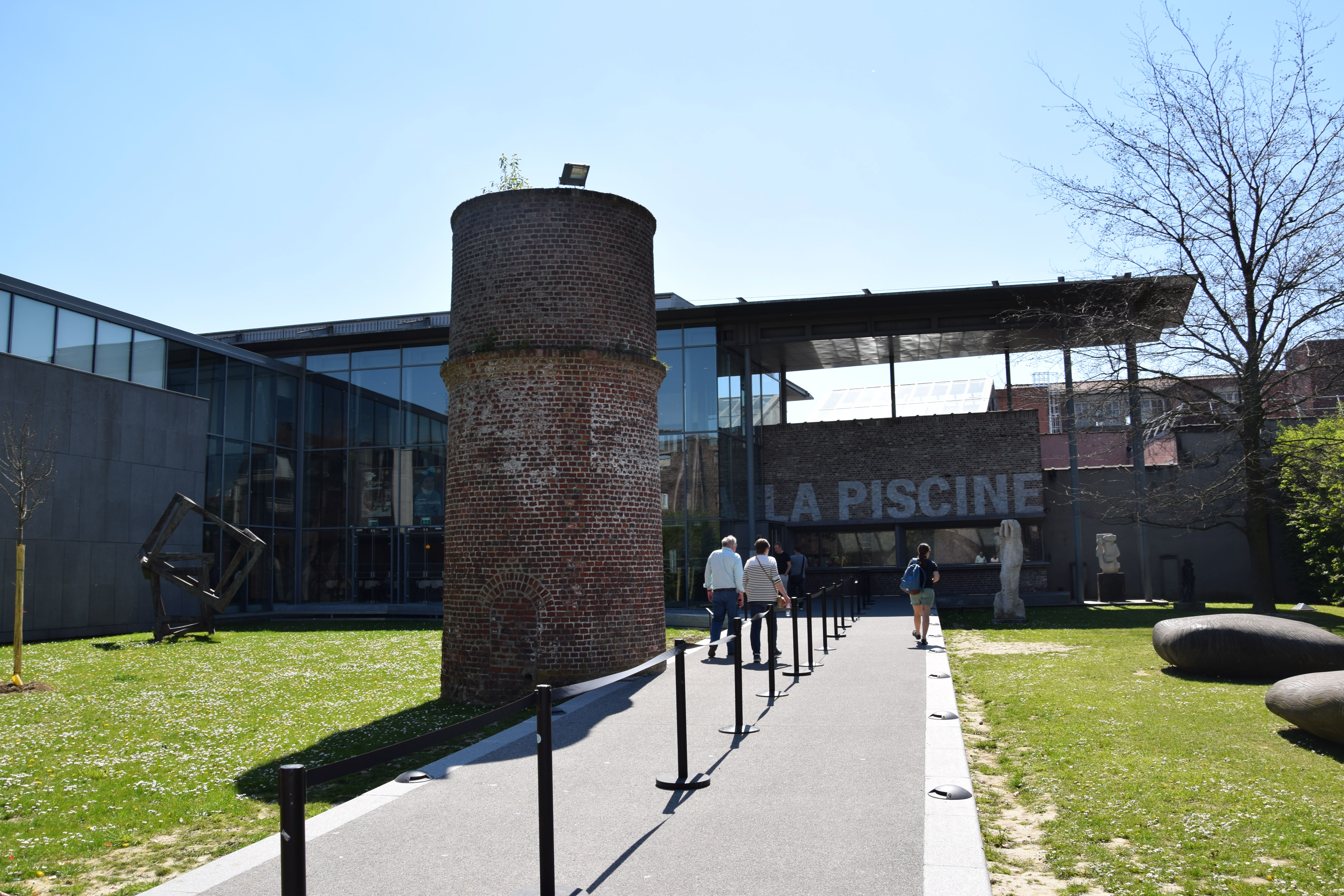
La Piscine, Roubaix, 2007

- Galerie Lucy Krohg, 10bis, place Saint-Augustin, Paris, 1938 (Jacques Le Chevallier - Trente aquarelles)[58], 1943.
- Galerie Colette Allendy, Paris, 1960[59].
- Galerie Arlette Chabaud, Paris, 1967.
- Dalerie des deux portes, Versailles, 1977.
- Galerie Jean Camion, Paris, 1982.
- Jacques Le Chevallier - Rétrospective, musée de Saint-Maur, 1982.
- La Piscine, Roubaix, mars-mai 2007.
- Musée départemental de l'Oise, Beauvais, juin-septembre 2007.
- la fondation Solange-Bertrand, Montigny-lès-Metz, 2007.
- le 15 square Vergennes à Paris, octobre 2007 - février 2008.
- Jacques Le Chevallier (1896-1987) - Idées de lumière, abbaye de Hambye ; musée d'Art moderne Richard-Anacréon, Granville ; musée d'art et d'histoire d'Avranches, juin-octobre 2010[60],[61].

### Expositions collectives

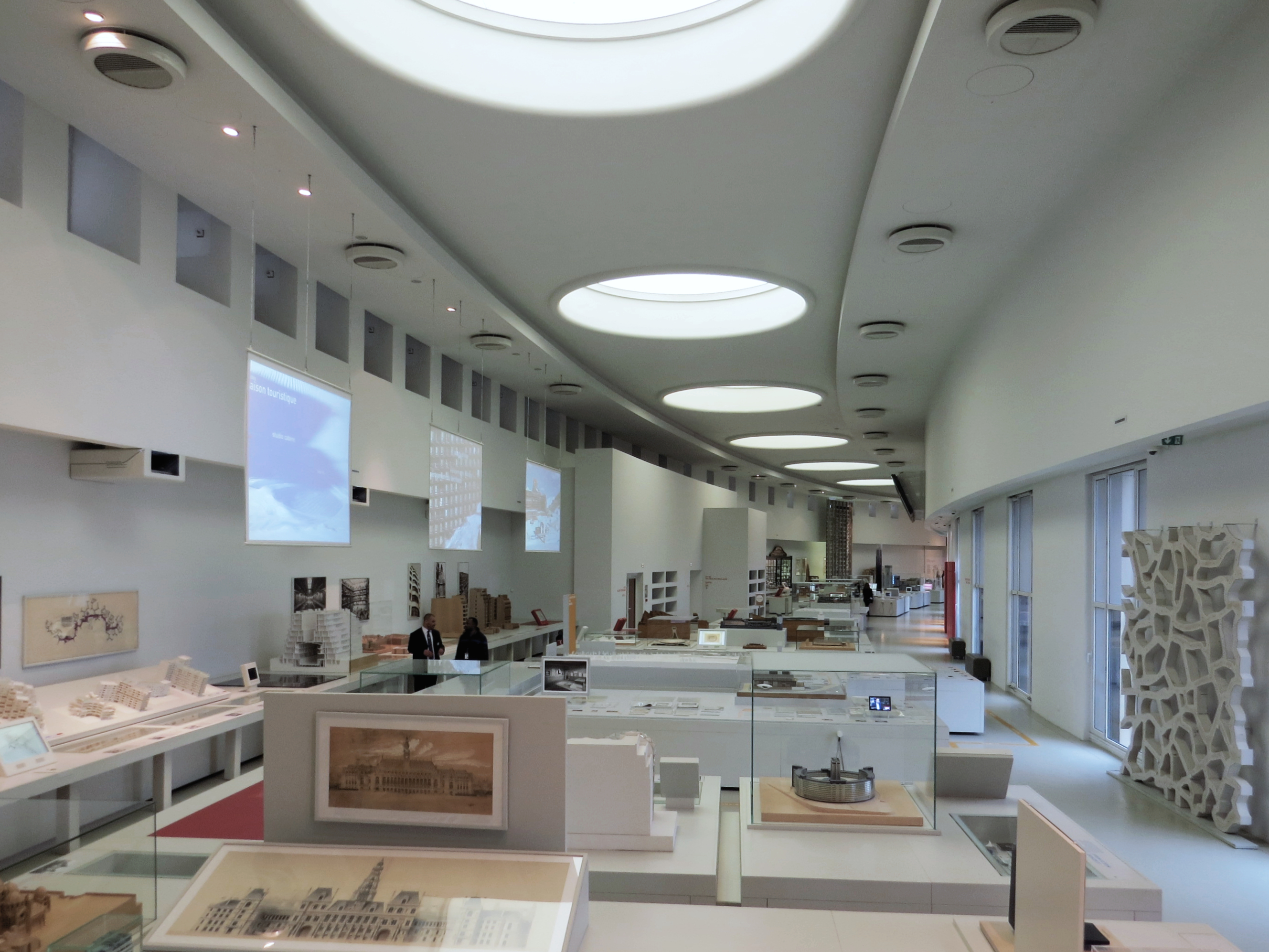
Cité de l'architecture et du patrimoine, Paris, 2015

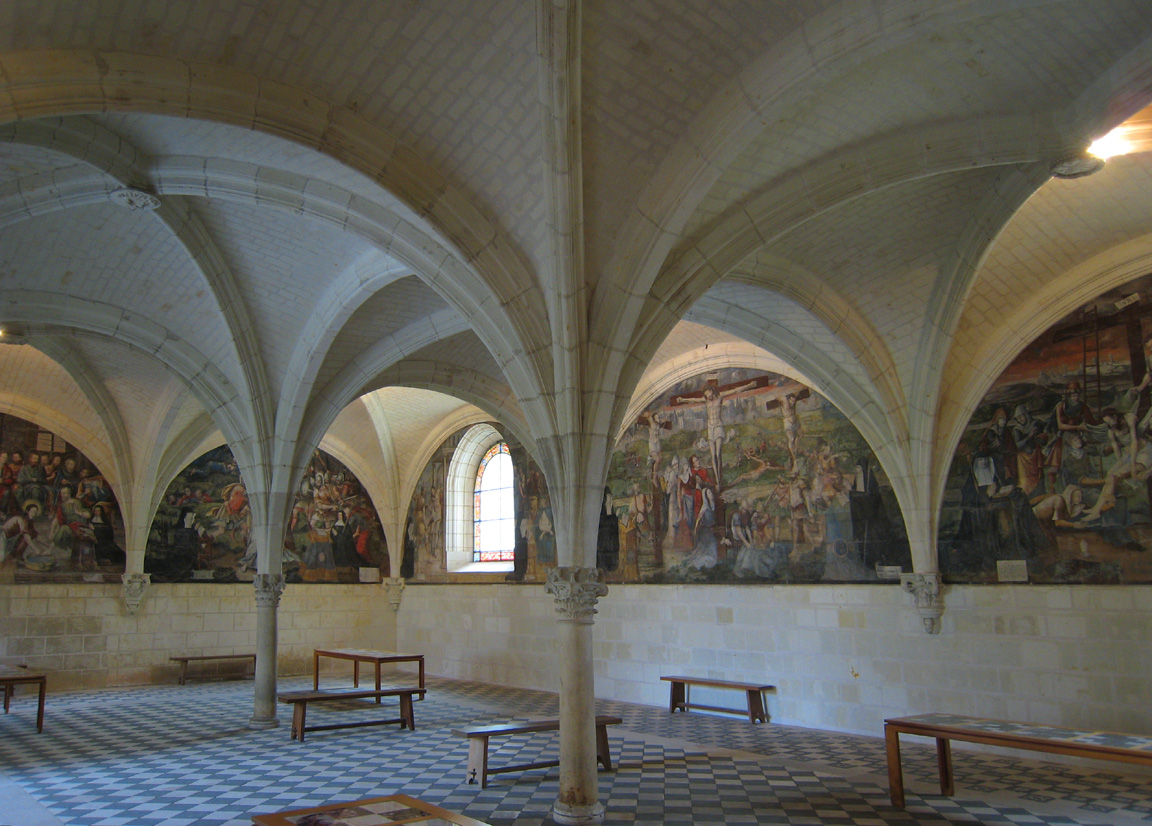
Abbaye Notre-Dame de Fontevraud

- Salon de la Société nationale des beaux-arts, Paris, 1922[59], 1931.
- Exposition internationale des arts décoratifs et industriels modernes, Paris, avril-octobre 1925.
- Salon d'automne, Paris, 1923, sociétaire en 1925, 1926, hommage en 1927[62].
- Première exposition de l'Union des artistes modernes, pavillon de Marsan, Paris, 1930[63].
- Les métaux dans l'art, musée Galliera, Paris, 1932.
- Exposition UAM, galerie de La Renaissance, Paris, 1933.
- Exposition internationale d'art religieux, Rome, 1934[59].
- Salon de la Société des artistes décorateurs, Paris, 1935.
- Exposition universelle de 1937, Paris, pavillon pontifical[64] et verrières du concours de Notre-Dame de Paris[1].
- Vitraux et tapisseries modernes, Petit Palais, Paris, 1939.
- Salon de l'imagerie française, musée Galliera, Paris, mars 1941[46].
- Salon des réalités nouvelles, Paris, de 1950 à 1957[2].
- Triennale de Milan, 1957.
- Biennale de Venise, 1960[59].
- Paris-Moscou, 1900-1930, centre Georges-Pompidou, Paris, 1979[2].
- De Bonnard à Baselitz - Dix ans d'enrichissements du cabinet des estampes, 1978-1988, Bibliothèque nationale de France, Paris, 1992[47].
- Chagall, Soulages, Benzaken… Le vitrail contemporain, Cité de l'architecture et du patrimoine, palais de Chaillot, Paris, mai-septembre 2015[65].
- Les collections du Maharaja d'Indore, Musée des Arts décoratifs, Paris, octobre 2019 - janvier 2020[57].
- Vitraux d'artistes de Notre-Dame de Paris à l'abbaye royale de Fontevraud, abbaye Notre-Dame de Fontevraud, juillet-novembre 2020[66].
- Aunay-sur-Odon est aujourd'hui l'image du bonheur - La reconstruction d'Aunay-sur-Odon, mairie d'Aunay-sur-Odon, février 2023[18].
- Artothèque : la collection, espace Jacques-Prévert, Mers-les-Bains, janvier-février 2025[67].

## Réception critique
- « Toute sa fervente sensibilité, Jacques Le Chevallier parvient à la mettre dans ses aquarelles. Je sais de calmes paysages où il sut enclore discrètement ses plus grandes émotions. Ses séjours en Italie, en Auvergne, en Bretagne ont étendu son répertoire et plus intenses sont devenues ses notations. L'aquarelle chez lui garde quelque chose d'un art spontané, mais point hâtif, elle est une forme d'art extrêmement directe où l'on sent la grave présence d'une pensée, d'une méditation. Le choix même des paysages, leur beauté austère exprime bien les préférences et le caractère de Jacques Le Chevallier. » - Raymond Cogniat[58]

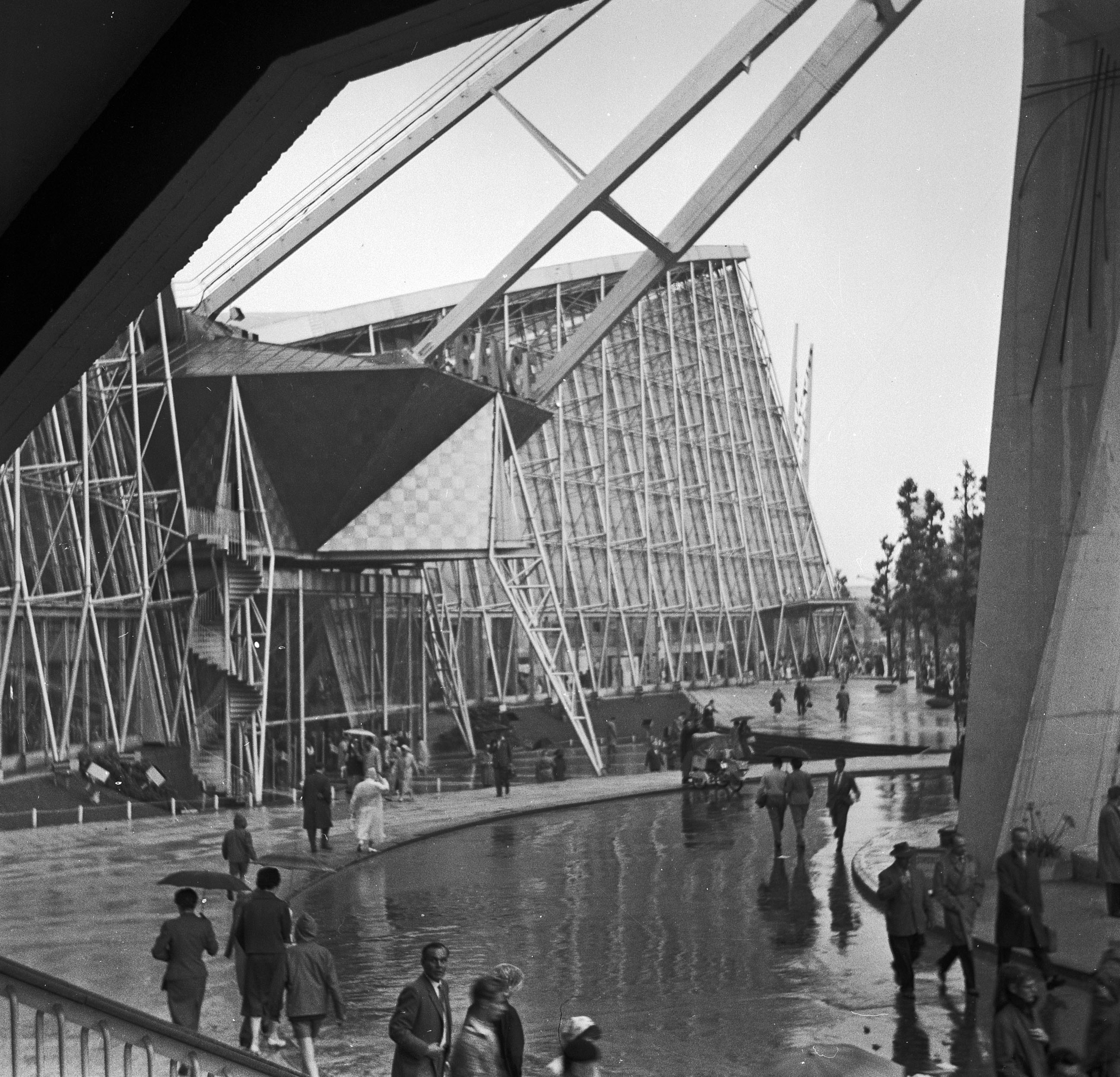
Pavillon français, Exposition universelle de 1958, Bruxelles

## Prix et distinctions
- Médaille d'or de la Triennale de Milan, 1957.
- Grand Prix au pavillon français de l'Exposition universelle de 1958, Bruxelles.
- Chevalier de la Légion d'honneur, 1958.
- Officier de l'ordre national du Mérite, 1978.
- Grand Prix des métiers d'art de la région Île-de-France, 1980.

## Élèves
- Henri Déchanet (1930-2019).
- Jean-Marie Martin (1922-2012).

### Audiovisuel
- Journal de Paris : Jacques Le Chevallier - Nouveaux vitraux à Notre-Dame de Paris, reportage de Monique Josselin, O.R.T.F., 3 mars1965 (visionner en ligne - Source : archives INA ; durée : 4'13")

### Fonds d'archives
- Archives diocésaines, Bayeux (Calvados), Église d'Aunay-sur-Odon : correspondance entre Le Chevallier et Lecocq, juin-juillet 1950.